# Денкер, Арнолд
Арнолд Шелдон Денкер (англ. Arnold Sheldon Denker; 21 февраля 1914, Нью-Йорк — 2 января 2005, Форт-Лодердейл) — американский шахматист; почётный гроссмейстер (1981).
Руководитель Шахматного клуба Манхэттена с 1972 года. Шахматный литератор.

## Шахматные достижения
- Чемпион США 1944 и 1946 годов.
- Участник радиоматча США—СССР (1945), проиграл на 1-й доске М. Ботвиннику — 0 : 2.
- В 1946 году выиграл матч у Г. Стейнера — 6 : 4 (+3 −1 =6).
- В Гастингском побочном турнире (1945/1946) занял 3—5 места.
- В Лондонском международном турнире (1946; 2-я группа) занял 3-е место.
- Участник крупного международного турнира в Гронингене (1946) — 10—12 место (с А. Котовым и С. Тартаковером).
- В открытом чемпионате США в 1977 году занял 2-е место.

## Изменения рейтинга
| Графики недоступны из-за технических проблем. См. информацию на Фабрикаторе и на mediawiki.org. |

## Книги
- If you must play chess, Phil., 1947; My best chess games, N. Y., 1981.
- The Bobby Fischer I Knew and Other Stories, San Francisco, Hypermodern, 1995, (соавтор), ISBN 1-886040-18-4.